# Николаевский (Орловский район)
Николаевский — хутор в Орловском районе Ростовской области.
Входит в состав Пролетарского сельского поселения.

## География
На хуторе имеется одна улица — Степная.

## Население
| 2010 |
| ---- |
| 15   |